# The Beach Boys Today!
| 전문가 평가                          | 전문가 평가 |
| 평가 점수                            | 평가 점수   |
| 출처                                 | 점수        |
| ------------------------------------ | ----------- |
| AllMusic                             | [ 1 ]       |
| Blender (Today!/Summer Days reissue) | [ 2 ]       |
| Encyclopedia of Popular Music        | [ 3 ]       |
| MusicHound                           | 4/5         |
| The Rolling Stone Album Guide        | [ 5 ]       |

《The Beach Boys Today!》는 1965년 3월 8일, 캐피틀 레코드에서 발매된 미국의 록 밴드인 비치 보이스의 여덟 번째 스튜디오 음반이다. 오케스트라 사운드, 친밀한 주제, 자동차나 서핑 노래의 포기로 그들의 이전 음반에서 이탈을 알렸다. 1면에는 업템포 사운드가 특징이며, 2면에는 대부분 내성적인 발라드로 구성된다. 이러한 주제적 접근에 힘입어 이 음반은 록 콘셉트 음반의 초기 사례가 되었고, 싱글 밴드가 아닌 음반 아티스트로 그룹을 설립하였다. 그 후 그것은 역사상 가장 위대한 음반 중 하나로 여겨졌다.
이 음반은 브라이언 윌슨에 의해 프로듀싱, 편곡, 그리고 주로 마이크 러브의 추가 가사와 함께 쓰여졌다. 윌슨이 신경쇠약을 겪고 그의 밴드 동료들과 투어를 중단한 직후인 1965년 1월에 25명이 넘는 스튜디오 뮤지션들의 도움으로 대부분의 것이 녹음되었다. 《All Summer Long》(1964년)의 진보를 바탕으로 한 《The Beach Boys Today!》는 보다 세련된 퍼포먼스, 보다 밀도 있고 풍부한 배치, 느린 템포, 더 긴 구조, 그리고 필 스펙터와 버트 배커랙의 영향을 선보였다. 이전 음반과 달리 팀파니, 하프시코드, 비브라폰, 호른 등의 악기가 음반 전체에 피쳐링되면서 전통적인 록 악기만을 반주로 사용하는 곡은 없다.
서정적으로, 윌슨은 그의 노래들이 취약하고, 신경질적이며, 불안정한 서술자의 관점에서 쓰여진, 좀 더 개인화되고, 반자율적인 접근법을 개발했다. 여자친구에 대한 잔인한 처우를 인정하는 남자의 이야기를 담은 〈She Knows Me Too Well〉, 근친상간 격앙을 암시하는 가사를 쓴 〈Don't Hurt My Little Sister〉, 악기가 서로 맞지 않게 연주되는 고장으로 끝나는 발라드 〈In the Back of My Mind〉 등이 수록됐다.
《The Beach Boys Today!》는 50주 동안의 차트 체류 기간 동안 미국에서 4위에 올랐고 〈When I Grow Up (To Be a Man)〉 (9위), 〈Dance, Dance, Dance〉 (8위), 〈Do You Wanna Dance?〉 (12위) 세 개의 톱 20 싱글을 내주었다. 4월에 발매된 〈Help Me, Rhonda〉의 재녹음 버전이 밴드의 미국에서 두 번째 1위 히트곡이 되었다. 영국에서 이 음반은 1966년 4월에 발매되어 6위에 정점을 찍었다. 《The Beach Boys Today!》는 평단의 찬사를 계속 끌어들이고 있는데, 보통 해설자들은 이 음반의 2면에 초점을 맞추고 있으며, 종종 그것을 《Pet Sounds》 (1966년)의 전구라고 묘사한다.

## 배경
그들의 차트 1위에 오른 〈I Get Around〉 싱글의 성공 이후, 비치 보이스의 투어 일정은 상당히 더 바빠졌다. 6월부터 8월까지, 이 그룹은 지금까지 비치 보이스 음반에 가장 복잡한 구성을 표시해 온 그들의 최신 음반 《All Summer Long》을 응원하는 투어를 했으며, 자동차나 서핑의 테마에 초점을 맞추지 않은 첫 번째 참가자가 되었다. 그들은 또한 11월에 발매될 크리스마스 음반을 준비했다. 연말까지 12개월 동안 4장의 음반을 냈으며 싱글 〈When I Grow Up (To Be Man)〉과 〈Dance, Dance, Dance〉를 추가로 녹음했다. 11월에는 영국과 유럽 본토를 처음으로 순회하며 각종 텔레비전 프로그램에 출연하고 쇼도 했다.
이쯤 되자, 주요 작곡가인 브라이언 윌슨은 커리어와 사생활의 증가하는 압박에 압도되었다. 그는 나중에 이렇게 설명했다. "전엔 모두... 하룻밤의 스탠드에서 한 도시에서 다른 도시로 제트기를 타고 뛰어다니며, 또한 마음의 평화도 없고, 실제로 앉아서 생각하고 쉴 기회도 없을 정도로 프로듀싱, 작사, 작곡, 편곡, 노래, 기획, 가르침도 하고 있었기 때문에 저는 정신적, 정서적으로 지쳐버렸습니다." 그의 우려는 이 그룹의 "사업 운영"과 기록의 품질이었는데, 그는 이 협정으로 인해 어려움을 겪었다고 믿었다. 유럽 투어 동안, 프런트맨이자 작사가인 마이크 러브는 《멜로디 메이커》에게 자신과 밴드가 서프 음악에서 벗어나 밴드의 영예에 안주하지 않기를 바란다고 말했다.
윌슨 역시 16세의 가수 마릴린 로벨과의 관계에 대한 불안감에 시달렸다. 이 그룹의 유럽 투어 동안, 그는 그 어느 때보다 더 자주 술을 마시기 시작했고, 그의 감정을 작곡으로 바꾸었다. 12월 7일, 그는 자신을 더욱 정서적으로 안정시키기 위해 충동적으로 로벨과 결혼했다. 이 무렵 그는 음악계의 새로운 지인인 로렌 슈워츠로부터 대마초를 접하게 되었다. 윌슨이 그 약을 상습적으로 사용한 것은 자신과 로벨 사이에 불화를 일으켰다.

## 발매
이 음반의 3곡은 LP가 발매되기 몇 달 전에 2곡의 싱글로 발매되었다. 〈When I Grow Up (To Be a Man)〉(B-사이드 〈She Knows Me Too Well〉)는 8월 24일, 발행돼 미국 9위, 영국 27위로 정점을 찍었다. 10월 26일에는 〈Dance, Dance, Dance〉가 이어지며 미국 8위, 영국 24위에 올랐다. 11월 28일, 이 밴드는 콘서트 영화 《T.A.M.I. 쇼》에서 〈Dance, Dance, Dance〉와 다른 히트곡들을 연주하며 촬영되었다.
1966년 1월 27일부터 2월 27일까지, 이 밴드는 글렌 캠벨이 다시 윌슨을 대신하여 북미를 순회했다. 2월 15일, 〈Do You Wanna Dance?〉(B-사이드 〈Please Let Me Wonder〉)가 미국에서 12위를 정점으로 세 번째 싱글로 발매되었다. 2월 28일, 밴드 (브라이언과 함께)가 《신디그!》에서 〈Do You Wanna Dance?〉와 〈Please Let Me Wonder〉의 잘린 버전을 선보였다.
3월 8일에 발매한 《The Beach Boys Today!》는 5월 1일 빌보드 200 차트에서 4위까지 오르는 등 큰 상업적 성공을 거두었다. 지난 4월 〈Help Me, Ronda〉(재작 〈Help Me, Rhonda〉)가 싱글로 재녹음되면서 그룹 미국 내 두 번째 1위 히트작이 됐다. 이 버전의 노래는 7월에 발매된 밴드의 다음 음반인 《Summer Days (And Summer Nights!!)》에 수록되었다. 10월 1일, 미국 음반 산업 협회는 《The Beach Boys Today!》 골드 인증을 수여했는데, 이는 50만 장 이상이 팔렸다는 것을 보여준다.

## 곡 목록
| #  | 제목                             | 작사·작곡                  | 리드 보컬     | 재생 시간 |
| -- | -------------------------------- | -------------------------- | ------------- | --------- |
| 1. | 〈Do You Wanna Dance?〉          | 바비 프리먼                | 데니스 윌슨   | 2:19      |
| 2. | 〈Good to My Baby〉              | 브라이언 윌슨, 마이크 러브 | B. 윌슨, 러브 | 2:16      |
| 3. | 〈Don't Hurt My Little Sister〉  | B. 윌슨, 러브              | 러브, B. 윌슨 | 2:07      |
| 4. | 〈When I Grow Up (To Be a Man)〉 | B. 윌슨, 러브              | 러브, B. 윌슨 | 2:01      |
| 5. | 〈Help Me, Ronda〉               | B. 윌슨, 러브              | 앨 자딘       | 3:10      |
| 6. | 〈Dance, Dance, Dance〉          | B. 윌슨, 칼 윌슨, 러브     | 러브, B. 윌슨 | 1:59      |

| #  | 제목                                  | 작사·작곡                          | 리드 보컬     | 재생 시간 |
| -- | ------------------------------------- | ---------------------------------- | ------------- | --------- |
| 1. | 〈Please Let Me Wonder〉              | B. 윌슨, 러브                      | B. 윌슨, 러브 | 2:45      |
| 2. | 〈I'm So Young〉                      | 윌리엄 H. "프레즈" 타이어스 주니어 | B. 윌슨       | 2:30      |
| 3. | 〈Kiss Me, Baby〉                     | B. 윌슨, 러브                      | B. 윌슨, 러브 | 2:35      |
| 4. | 〈She Knows Me Too Well〉             | B. 윌슨, 러브                      | B. 윌슨       | 2:27      |
| 5. | 〈In the Back of My Mind〉            | B. 윌슨, 러브                      | D. 윌슨       | 2:07      |
| 6. | 〈Bull Session with the "Big Daddy"〉 | B. 윌슨, C. 윌슨, 러브, 자딘       | 스포큰 워드   | 2:10      |